# Chiesa di San Bernardo (Tavernola Bergamasca)
La chiesa di San Bernardo è un luogo di culto cattolico edificato nel 1472 nella frazione Bianica di Tavernola Bergamasca, intitolata a san Bernardo di Chiaravalle.

## Storia
La piccola chiesa fu edificata nel 1472, forse su una precedente edicola, grazie ad un lascito testamentario che citava: "que edificata fuit anno predicto"  e dedicata al san Bernardo. Dell'ano successivo risale un ulteriore testamento per la realizzazione di alcuni affreschi interni all'aula con la raffigurazione di Maria.
Gli atti conservati delle diverse visite pastorali consentono di ricostruire le storia della chiesa.

Questa è indicata nella visita pastorale del 1550 del vescovo Vittore Soranzo come chiesa di campagna, così come la visita pastorale del cardinale del 1575 san Carlo Borromeo la descrive come aperta, con due altari di cui uno dedicato a san Defendente e uno senza nessuna intitolazione, negli atti il Borromeo ordinava di eliminare i due altari laterali per lasciare e abbellire solo quello centrale, e che venisse posta una porta a chiusura dell'aula. Della visita pastorale del vescovo Giovanni Emo del 1599 si deduce che la chiesa era povera di offerte e che era amministrata dai pochi fedeli della frazione: nella contrada di Cambianica, è una chiesa di S. Bernardo quale non ha alcuna entrata che si sappia, ma si tirano su alcune elemosine quali sono governate da quegli uomini di quella contrada.

Fu la visita pastorale del 1614 che ordinò la cancellazione degli affreschi e la chiusura con inferriate le finestre: 
(Giovanni Emo, atti della Visita Pastorale del 1614)
Per molti anni la chiesa su poco usata, come risulta dalla relazione del 1861 del parroco Galeazzo Fenaroli, che descrive il tetto dell'edificio malridotto, con la celebrazione delle funzioni solo il primo giorno dell'anno, e in pochi altre situazioni straordinarie. Nel 1955 il tetto subì gravi danni causa la caduta della copertura del campanile, fu quindi attuato un restauro conservativo che poi furono rinnovati durante il XX secolo.

## Descrizione
La facciata della piccola chiesa rivolta a ovest, si presenta con un'apertura centrale ad arco a sesto acuto in muratura e a lato due finestre chiuse da inferriate. Il tetto a spioventi con gronda sporgente per creare un piccolo riparo esterno, visto che la chiesa non è fornita di alcun porticato.
La pala d'altare raffigurante san Bernardo nell'atto di intercedere sulla popolazione tavernolesi è lavoro di Grazia Scarduelli del 1988. La parete di sinistra conserva un affresco risalente al XV secolo di ignoti raffigurante la Madonna col bambino, san Simonino, san Bernardo e san Defendente. Di particolare interesse è la raffigurazione del santo bambino Simonino, raffigurazione poco comune nelle chiese del territorio.